# Charles Hens
 (août 2021).
La mise en forme du texte ne suit pas les recommandations de Wikipédia : il faut le « wikifier ».
Les points d'amélioration suivants sont les cas les plus fréquents :
- Les titres sont pré-formatés par le logiciel. Ils ne sont ni en capitales, ni en gras.
- Le texte ne doit pas être écrit en capitales (les noms de famille non plus), ni en gras, ni en italique, ni en « petit »…
- Le gras n'est utilisé que pour surligner le titre de l'article dans l'introduction, une seule fois.
- L'italique est rarement utilisé : mots en langue étrangère, titres d'œuvres, noms de bateaux, etc.
- Les citations ne sont pas en italique mais en corps de texte normal. Elles sont entourées par des guillemets français : « et ».
- Les listes à puces sont à éviter, des paragraphes rédigés étant largement préférés. Les tableaux sont à réserver à la présentation de données structurées (résultats, etc.).
- Les appels de note de bas de page (petits chiffres en exposant, introduits par l'outil «  Source ») sont à placer entre la fin de phrase et le point final[comme ça].
- Les liens internes (vers d'autres articles de Wikipédia) sont à choisir avec parcimonie. Créez des liens vers des articles approfondissant le sujet. Les termes génériques sans rapport avec le sujet sont à éviter, ainsi que les répétitions de liens vers un même terme.
- Les liens externes sont à placer uniquement dans une section « Liens externes », à la fin de l'article. Ces liens sont à choisir avec parcimonie suivant les règles définies. Si un lien sert de source à l'article, son insertion dans le texte est à faire par les notes de bas de page.
- La présentation des références doit suivre les conventions bibliographiques. Il est recommandé d'utiliser les modèles {{Ouvrage}}, {{Chapitre}}, {{Article}}, {{Lien web}} et/ou {{Bibliographie}}. Le mode d'édition visuel peut mettre en forme automatiquement les références.
- Insérer une infobox (cadre d'informations à droite) n'est pas obligatoire pour parachever la mise en page.

Pour une aide détaillée, merci de consulter Aide:Wikification.
Si vous pensez que ces points ont été résolus, vous pouvez retirer ce bandeau et améliorer la mise en forme d'un autre article.
Charles Hens est un musicien belge, organiste, compositeur et pédagogue, né à Saint-Gilles, le 3 novembre 1898, et décédé à Uccle le 5 février 1968.

## Biographie
Charles Hens naît à Saint-Gilles le 3 novembre 1898, où son père est fabricant de chaussures.
Après un premier cycle d'études mené à l'Académie de Saint-Gilles, il entre, en 1917, au Conservatoire royal de Bruxelles pour y suivre les cours de solfège, harmonie, contrepoint, fugue et composition. Raymond Moulaert, Léon Du Bois, et Joseph Jongen comptent parmi ses professeurs.
Dans la classe d'orgue d'Alphonse Desmet, il obtient successivement le Premier Prix, le Diplôme de Capacité et le Diplôme de Virtuosité. Il se perfectionne ensuite auprès de Marcel Dupré, en particulier dans le domaine de l'improvisation.
En 1938, Hens épouse Lina Pollard, professeur de chant au Conservatoire royal de Bruxelles.
Sa carrière gravite alors autour de l'enseignement, du concert (et de la fonction d'organiste liturgique), de l'expertise en facture d'orgue et de la composition.
Charles Hens meurt à Uccle le 11 février 1968.

## Pédagogue
Au cours de sa carrière, Charles Hens exerce diverses charges pédagogiques, dans l'enseignement secondaire (Académies de Bruxelles-Ville et de Saint-Gilles) et dans l'enseignement supérieur (Conservatoires royaux).
En 1926, au Conservatoire royal de Bruxelles, il débute en qualité de Moniteur (chargé de cours) de la classe d'harmonie pratique.
En 1935, succédant à Étienne Mawet, Charles Hens devient professeur d'orgue au Conservatoire royal de Liège. Il occupe cette chaire jusqu'en 1951 (Jean Verrees, Jean Wolfs et Henri Pousseur comptent parmi ses élèves).
En 1951, à sa demande il est transféré au Conservatoire royal de Bruxelles où, durant quatre ans, il enseigne l'harmonie pratique, cette fois comme professeur titulaire.
En 1954, il succède à Paul de Maleingreau à la classe d'orgue du même établissement, charge qu'il exerce jusqu'en 1964. Parmi ses élèves, citons Josef Sluys, Léon Dayez (religieux), Félix Snyers, Jean Ferrard, Henri Barbier.
Enfin, à titre privé, d'autres organistes se perfectionnent auprès de lui : Jean Baily, Abel Debourle et Edward Teirlinck.
Durant sa longue carrière professorale, Hens participe comme membre de jury dans de nombreux établissements : Conservatoire national supérieur de musique de Paris, Conservatoire royal de Gand, Conservatoire royal d'Anvers, Institut Lemmens (Malines); et Concours : Concours International de Gand (orgue et composition pour orgue), Prix de Virtuosité du Gouvernement (Conservatoire Royal de Bruxelles)

## Organiste

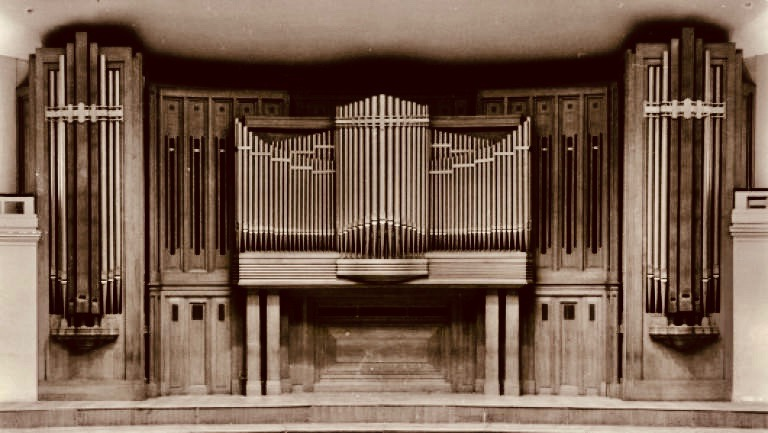
Orgue de la salle Henry le Bœuf du Palais des Beaux-Arts à Bruxelles (années 1950)

Virtuose de l'orgue, musicien au vaste répertoire, Charles Hens est un remarquable improvisateur. Sa carrière est particulièrement riche.
Elle se déroule, d'une part, en tant qu'organiste-titulaire de la collégiale des Saint-Michel-et Gudule à Bruxelles, de 1929 à 1955.
D'autre part, à dater de 1919, elle s'illustre à travers le récital et le concert, en Belgique, France, Allemagne, Pays-Bas, Suisse et Italie.
En 1930, à Bruxelles, est inauguré l'orgue de la salle Henry Le Bœuf du Palais des Beaux-Arts. En 1946, Charles Hens est chargé, par la Société philharmonique de Bruxelles, de prendre en charge la programmation des concerts d'orgue. C'est dans ce cadre qu'il interprète l'œuvre intégrale de Johann Sebastian Bach. Il donne également de nombreux concert sur l'orgue de l'INR (Institut national de radiodiffusion) à Ixelles, et participe à des émissions radiodiffusées en Belgique et en France.
Durant sa carrière, Charles Hens inaugure de nombreux instruments. Son expertise est fréquemment sollicitée (seul ou dans le cadre de comités) tant pour les restaurations que les réalisations neuves. À titre d'exemple citons les orgues de l'INR à Ixelles (1937), de l'église Saint-Pierre à Uccle (1947), de l'abbaye bénédictine de Maredsous (1951), de Monsieur Georges Ferrard (orgue de salon) à Bruxelles (1957), de la Chapelle des Frères du Mont de la Salle à Ciney (1961). C'est également sous son impulsion que l'orgue Aristide Cavaillé-Coll (1880) de la Grande Salle du Conservatoire royal de Bruxelles est électrifié et néo-classicisé (1960).

## Compositeur
Parallèlement à ses activités d'organiste et d'enseignant, Charles Hens est compositeur. En 1934, avec Jean Absil, René Bernier, Raymond Chevreuille, Albert Huybrechts et André Souris, il participe à la fondation de la Société musicale La Sirène.
Son œuvre aborde la plupart des genres : pièces pour clavier (piano, orgue), mélodies, musique de chambre, œuvres pour orchestre, concerto, musique sacrée (vocale).
Parmi ses pièces majeures, citons le Concerto pour orgue, que le compositeur interprétera en 1935 (avec orchestre) sous la direction du chef autrichien Erich Kleiber.

## Édition musicale
S'intéressant à la musique ancienne, avec la collaboration scientifique du musicologue Roger Bragard, Charles Hens publie le Livre d'Orgue (Pièces d'orgue sur les huit tons) de Lambert Chaumont (1695) aux éditions Dynamo à Liège, en 1939.

## Discographie
En 1936, Charles Hens participe, avec les organistes français André Marchal et Joseph Bonnet, à la réalisation d'un ensemble de 12 disques vinyle intitulé : Trois siècles de musique d'orgue, sur l'orgue de salon de Madame Henri Gouin à Paris (construit par Victor Gonzalez).